# حسین‌آباد سرگر
حسین‌آباد سرگر، روستایی از توابع بخش مرکزی شهرستان فیروزآباد در استان فارس ایران است.

## جمعیت
این روستا در دهستان احمدآباد قرار دارد و براساس سرشماری مرکز آمار ایران در سال ۱۳۸۵، جمعیت آن ۱۹۷ نفر (۴۴خانوار) بوده‌است.